# Henri François de Ségur
Henri François de Ségur, född den 1 juni 1689, död den 18 juni 1751, var en fransk greve och militär.
de Ségur ingick 1705 bland musketörerna, utmärkte sig i Ludvig XIV:s krig i Flandern, Spanien och Italien och blev 1738 generallöjtnant. Han kämpade inte utan framgång i Böhmen, Österrike, Bayern och Flandern under Ludvig XV:s tid och blev slutligen kommendant i Metz.